# Anzeige- und Warnhund

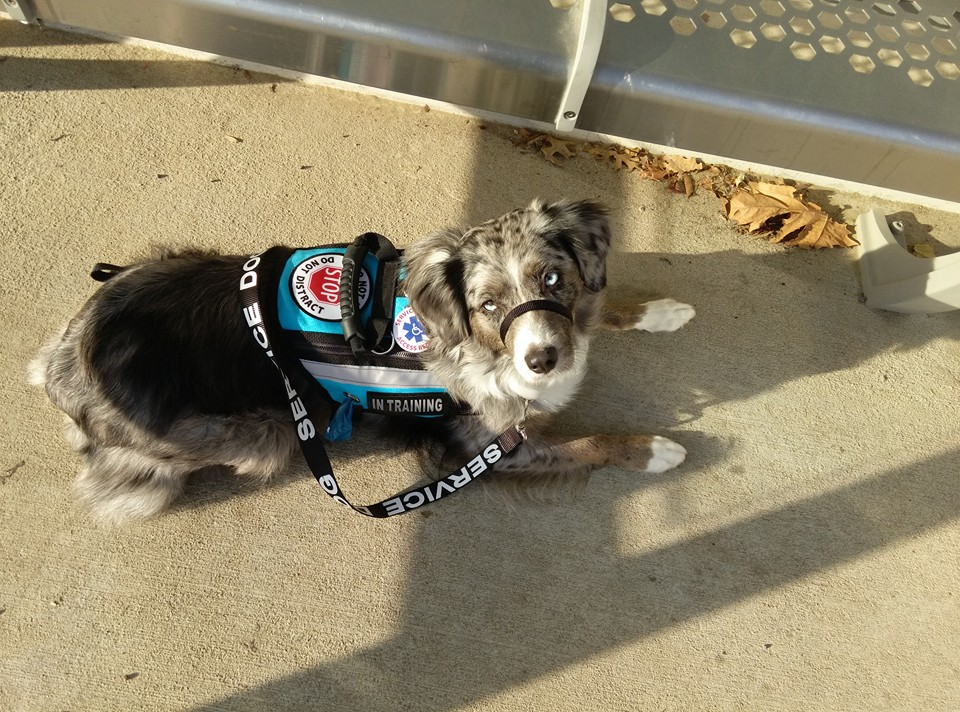
Ein Assistenzhund im Dienst

Ein Anzeige- und Warnhund ist ein Assistenzhund, der speziell dazu ausgebildet wurde medizinische Notfälle frühzeitig anzuzeigen (warnen) oder bereits bestehende Zustände anzuzeigen und Hilfe zu holen (anzeigen). Anzeige- und Warnhunde sind im §3 der Assistenzhundeverordnung (AHundV) aufgeführt und somit rechtlich anerkannt.

## Arten von Warn- und Anzeigehunden
Warn- und Anzeigehunde gibt es für verschiedenste Erkrankungen, sodass es keine genaue Erfassung aller Arten dieser Hunde gibt. Die gängigsten Warnhunde sind:
- Diabetikerwarnhunde sind dazu ausgebildet, einer Person mit Diabetes mellitus frühzeitig Bescheid zu geben, wenn der Blutzuckerspiegel gefährlich nach unten oder oben ausschlägt. Der Hund nimmt dabei mutmaßlich den Acetongeruch im Schweiß und der Ausatemluft eines Diabetikers mit Überzuckerung oder Unterzuckerung wahr. Durch Anstupsen, Jaulen oder Bellen macht der Hund seinen Besitzer auf diese gefährliche Schwankung aufmerksam, sodass dieser sofort reagieren kann. Viele Diabetikerwarnhunde lernen zusätzlich auch Notfalltaschen mit Medikamenten und Traubenzucker zu bringen, sowie Hilfe zu holen, sollte der Diabetiker bewusstlos werden oder tief schlafen.
- Epilepsiehunde sind dazu ausgebildet einer Person mit Epilepsie frühzeitig Bescheid zu geben, wenn ein Anfall bevorsteht. Was genau der Hund dabei wahrnimmt, ist bis heute wissenschaftlich nicht geklärt. Es wird aber vermutet, dass der Hund eine Mischung aus Verhaltensänderung beim Menschen und einer Veränderung des Körpergeruchs wahrnimmt. Der Hund warnt seinen Besitzer entweder Minuten vorher durch Bellen, Jaulen oder Kratzen und bringt dann Notfallmedikamente und liegt auf Kontakt, oder er zeigt Personen im Haushalt sowie der unmittelbaren Umgebung an, dass sein Mensch einen Anfall hat. Er holt dann also Hilfe.
- Kardiowarnhunde sind dazu ausgebildet, einer Person mit einer Herzerkrankung frühzeitig Bescheid zu geben, wenn sich der Herzrhythmus gefährlich verändert, also eine sogenannte Herzrhythmusstörung auftritt oder der Sauerstoffgehalt im Blut absinkt und eine Ohnmacht droht. Was genau Kardiowarnhunde wahrnehmen ist bis heute wissenschaftlich nicht geklärt. Man geht jedoch davon aus, dass der Hund sowohl eine Veränderung des Herzschlags und Blutflusses hört, als auch eine Geruchsveränderung seines Menschen bemerkt. Nimmt der Hund diese Veränderungen wahr, so warnt er durch Jaulen, Bellen oder Kratzen bzw. holt Hilfe, sollte der Besitzer bereits das Bewusstsein verloren haben. Einige dieser Hunde lernen auch einen Hausnotruf zu drücken, sodass Pflegepersonal oder Rettungsdienst über den Notfall informiert werden. Zudem können einige dieser Hunde auch Türen öffnen und dem Rettungsdienst so Zutritt zur Wohnung verschaffen. Der erste Kardiowarnhund der Welt war übrigens Taps, der einem kleinen Jungen mit einem angeborenen Herzfehler helfen sollte[2].

- Allergenanzeigehunde sind dazu ausgebildet einer Person mit einer schweren, lebensbedrohlichen Allergie die jeweiligen Allergene frühzeitig anzuzeigen und so eine schwere allergische Reaktion bis hin zum Anaphylaktischen Schock zu verhindern. Dabei kann der Hund das spezielle Allergen riechen, wenn man ihm den Befehl zum Schnüffeln gibt und zeigt durch Bellen oder Pföteln an, falls er das Allergen tatsächlich wahrnimmt. Häufig kennen die Hunde auch ein Negativ-Signal wie sich hinsetzen, wenn das gesuchte Allergen nicht vorhanden ist. So weiß zum Beispiel ein Nussallergiker, dass er seinen Kuchen essen kann. Häufig lernen die Hunde auch eine Notfalltasche mit einem sogenannten Epinephrinpen, kurz Epipen, zu bringen, welcher dem Allergiker das Leben retten kann. Wichtig ist allerdings, dass dem Allergiker das auslösende Allergen bekannt sein muss, da der Hund sonst nicht auf den Geruch des jeweiligen Stoffes trainiert werden kann.

Neben den hier beschriebenen Assistenzhunden gibt es noch weitere Anfalls- und Warnhunde wie zum Beispiel den Asthmawarnhund, den Migränewarnhund oder den Schlaganfallwarnhund, wobei letzterer durchaus umstritten ist.

## Ausbildung
Die Ausbildung von Anzeige- und Warnhunden unterscheidet sich leicht von den Ausbildungen anderer Assistenzhunde. So dürfen Assistenzhunde normalerweise erst ab einem Alter von 15 Monaten mit der Ausbildung beginnen, dies gilt jedoch nicht für Anzeige- und Warnhunde, wenn diese stoffwechselbedingte Veränderungen anzeigen lernen sollen. Ansonsten läuft die Ausbildung ähnlich wie bei anderen Assistenzhundearten und muss mindestens 60 Zeitstunden verteilt auf zwei Monate umfassen. Das Alter bei Prüfung des Hundes muss mindestens 21 Monate betragen. Die Prüfung eines Anzeige- und Warnhundes unterscheidet sich nicht wesentlich von der eines anderen Assistenzhundes.

## Geeignete Rassen
Grundsätzlich gibt es keine „Assistenzhunde-Rassen“. Dennoch muss der Assistenzhund körperlich in der Lage sein, unter Beachtung des Tierschutzgesetzes, seine angedachte Aufgabe ausüben zu können. Blindenhunde zum Beispiel müssen eine gewisse Größe haben, damit sie ihre Umgebung auch entsprechend wahrnehmen können, um Führen zu können. Ein Anzeige- und Warnhund muss, sofern keine Führaufgaben oder Ähnliches angedacht sind, keine bestimmte Körpergröße aufweisen. Deshalb gibt es Anzeige- und Warnhunde in allen Größen, Formen und Farben. Generell gilt zwar die Empfehlung, einen Hund mit mittlerer Körpergröße zu wählen, allerdings schreibt auch das Bundesministerium für Arbeit und Soziales auf seiner Website, dass der Hund lediglich die generelle Eignung nach AHundV erfüllen muss. Diese legt keine spezifischen Rassen fest. Bei der konkret individuellen Eignung des Assistenzhundes fallen die persönlichen Anliegen und Umstände des Hundehalters mit ins Gewicht, sodass die Entscheidung für einen kleinen Assistenzhund unter Berücksichtigung aller Umstände sinnvoll sein kann. So gibt es heute auch Assistenzdackel, Assistenzchihuahuas und andere. Einer der bekanntesten Assistenzdackel dürfte Wastl sein. Auf den ersten Blick lässt sich somit nicht immer erkennen, ob ein kleiner Assistenzhund echt ist oder nicht. Eine Kontrolle des MAG-Ausweises und der MAG-Plakette können deshalb sinnvoll sein.